# Bezirk Gaster
Der Bezirk Gaster war bis Ende 2002 eine Verwaltungseinheit des Kantons St. Gallen in der Schweiz. Der Begriff stammt vom lateinischen Castrum. Als geographischer Name bezeichnet er die Ebene zwischen Weesen und Uznach rechts der Linth.
Der Bezirk Gaster wurde 1831 durch die Aufteilung des Bezirks Uznach in die Bezirke Gaster und See gegründet. Er umfasste ungefähr das Gebiet der ehemaligen Vogtei Windegg (ausser der Gemeinde Quarten). Der Bezirk Gaster wurde nach der Annahme der neuen St. Galler Kantonsverfassung auf Ende 2002 aufgelöst und Teil des neu gebildeten Wahlkreises See-Gaster.

## Die Gemeinden des ehemaligen Bezirks Gaster
| Wappen    | Gemeindename | PLZ       | Einwohner (31. Dezember 2023) | Fläche in km² | Einwohner pro km² |
| --------- | ------------ | --------- | ----------------------------- | ------------- | ----------------- |
| Amden     | Amden        | 8873      | 1906                          | 43,05         | 44                |
| Benken    | Benken       | 8717      | 3035                          | 16,49         | 184               |
| Kaltbrunn | Kaltbrunn    | 8722      | 5084                          | 18,64         | 273               |
| Rieden    | Rieden       | 8739      | 929                           | 11,42         | 81                |
| Schänis   | Schänis      | 8718      | 4154                          | 39,90         | 104               |
| Weesen    | Weesen       | 8872      | 1871                          | 5,40          | 346               |
| Total (6) | Total (6)    | Total (6) | 16’711                        | 134,90        | 124               |

Das Bundesamt für Statistik führte den Bezirk unter der BFS-Nr. 1702.

## Veränderungen im Gemeindebestand
- 1825: Abspaltung von Rieden → Kaltbrunn und Rieden